# 高梁市
高梁市（日语：／ Takahashi shi */?）是位於岡山縣西部的城市，與廣島縣接壤。轄區大多位於吉備高原，全境與相鄰的總社市皆位於備中國的領域内。近年來當地人口不斷減少，但由於市內設有吉備国際大学，因此19歲至23歲的人口特別的多，使高梁市具有大學城的樣貌。日本現存的十二個天守中的備中松山城即位於此地。

## 人口
| 高梁市人口分布圖 |                                               |  |
| 高梁市與日本全國年齡別人口分布比較圖 （2005年資料） | 高梁市的年齡、男女別人口分布圖 （2005年資料） |  |
| ■紫色是高梁市 ■綠色是全国 | ■藍色是男性 ■紅色是女性                       |  |
| 高梁市人口變化 \| 1970年 \| 53,270人 \| \| \| 1975年 \| 49,330人 \| \| \| 1980年 \| 47,013人 \| \| \| 1985年 \| 45,760人 \| \| \| 1990年 \| 44,039人 \| \| \| 1995年 \| 43,115人 \| \| \| 2000年 \| 41,077人 \| \| \| 2005年 \| 38,799人 \| \| \| 2010年 \| 34,963人 \| \| \| 2015年 \| 32,075人 \| \| \| 2020年 \| 29,072人 \| \| |                                               |  |
| 資料來源：日本總務省統計中心提供之人口普查數據 |                                               |  |
| 1970年 | 53,270人                                      |  |
| 1975年 | 49,330人                                      |  |
| 1980年 | 47,013人                                      |  |
| 1985年 | 45,760人                                      |  |
| 1990年 | 44,039人                                      |  |
| 1995年 | 43,115人                                      |  |
| 2000年 | 41,077人                                      |  |
| 2005年 | 38,799人                                      |  |
| 2010年 | 34,963人                                      |  |
| 2015年 | 32,075人                                      |  |
| 2020年 | 29,072人                                      |  |

## 歷史

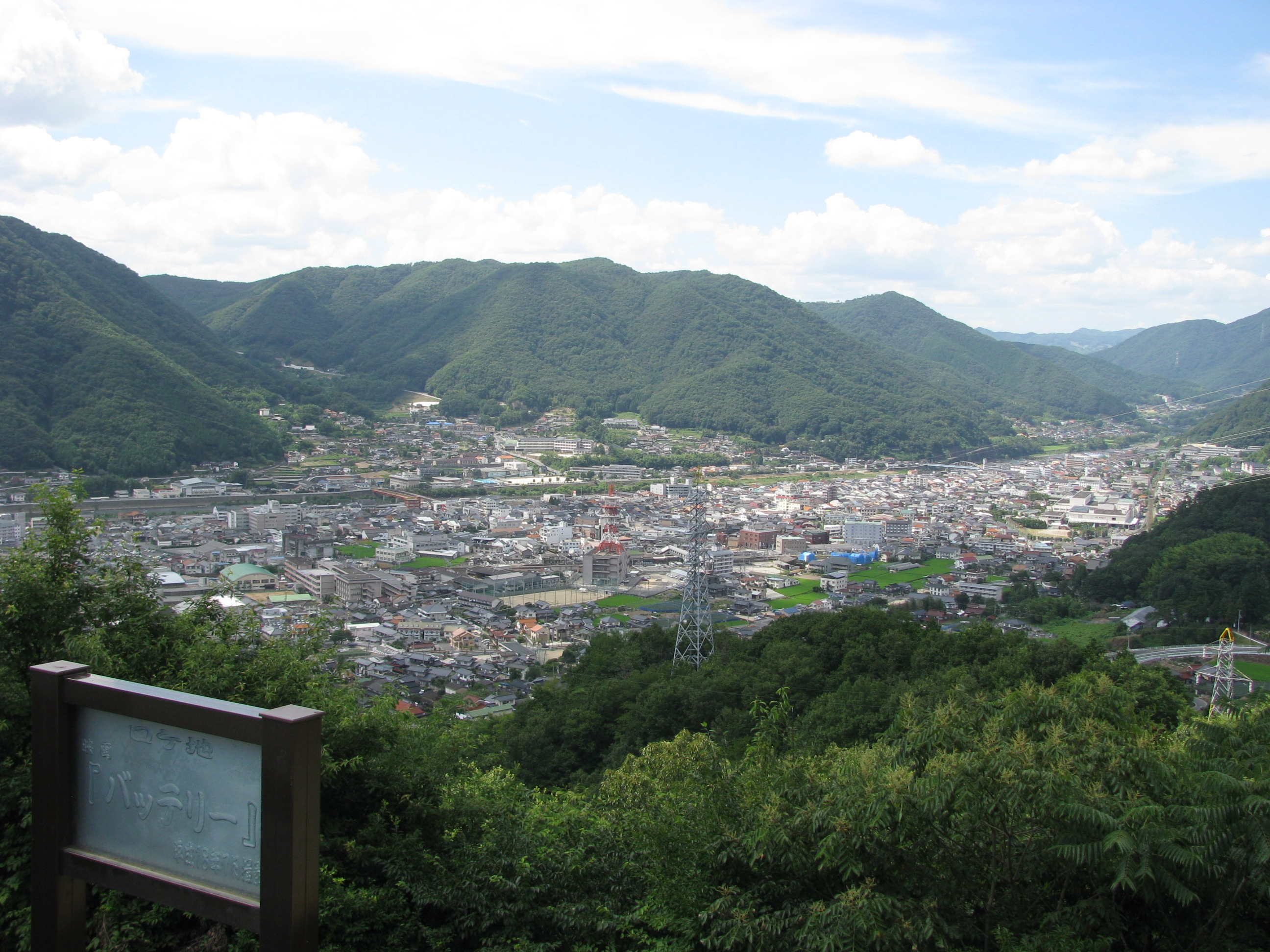
高粱市市區

在江戶時代是屬於備中松山藩的領地，在明治維新後，由於在四國有同樣名為「松山藩」的伊予松山藩，但因為戊辰戦争中備中松山藩支持幕府，而伊予松山藩是支持新政府軍，因此最終決定伊予松山藩使用松山藩之名稱，而備中松山藩改名為高梁藩，也成為現在市名的由來。
廢藩置縣後，先後屬於高梁縣、成羽縣、深津縣（後改名為小田縣），最終在1875年備併入岡山縣。

### 年表
- 1889年6月1日：實施町村制，現在的轄區在當時分屬：
  - 上房郡：高梁町、松山村、川面村、津川村、巨瀨村。
  - 川上郡：東成羽村、成羽村、中村、吹屋村、手莊村、大賀村、高山村、富家村、平川村、湯野村、玉川村、宇治村、松原村、高倉村、落合村。
- 1901年2月6日：吹屋村改制為吹屋町。
- 1901年4月1日：東成羽村改制並改名為成羽町。
- 1906年4月1日：成羽町和成羽村合併為新設置成羽町。
- 1929年5月10日：松山村被併入高梁町。
- 1950年4月1日：手莊村改制為手莊町。
- 1954年4月1日：手莊町、大賀村、高山村合併為川上町。
- 1954年5月1日：高梁町、川面村、津川村、巨瀨村、玉川村、宇治村、松原村、高倉村、落合村合併為高梁市。
- 1955年2月1日：中井村被併入高梁市。
- 1955年3月1日：成羽町和中村合併為新設置的成羽町。
- 1955年4月1日：吹屋町被併入成羽町。
- 1956年4月1日：有漢村和上有漢村合併為有漢町。
- 1956年9月30日：富家村、平川村、湯野村合併為備中町。
- 1957年4月1日：新見市大字豐永赤間地區被併入北房町
- 1970年5月1日：賀陽町的部分地區倍並入高梁市。
- 2004年10月1日：高梁市、成羽町、川上町、備中町、有漢町合併為新設置的高梁市。

### 變遷表
| 1889年6月1日    | 1889年 - 1926年           | 1889年 - 1926年           | 1926年 - 1954年           | 1926年 - 1954年           | 1955年 - 1989年         | 1989年 - 現在        | 現在                 |
| --------------- | ------------------------- | ------------------------- | ------------------------- | ------------------------- | ----------------------- | -------------------- | -------------------- |
| 上房郡 有漢村   | 上房郡 有漢村             | 上房郡 有漢村             | 上房郡 有漢村             | 上房郡 有漢村             | 1956年4月1日 有漢町     | 2004年10月1日 高梁市 | 2004年10月1日 高梁市 |
| 上房郡 上有漢村 |                           |                           |                           |                           | 1956年4月1日 有漢町     | 2004年10月1日 高梁市 | 2004年10月1日 高梁市 |
| 阿賀郡 中井村   | 1900年4月1日 上房郡中井村 | 1900年4月1日 上房郡中井村 | 1900年4月1日 上房郡中井村 | 1900年4月1日 上房郡中井村 | 1955年2月1日 併入高梁市 | 2004年10月1日 高梁市 | 2004年10月1日 高梁市 |
| 上房町 高梁町   | 上房町 高梁町             | 上房町 高梁町             | 上房町 高梁町             | 1954年5月1日 高梁市       | 1954年5月1日 高梁市     | 2004年10月1日 高梁市 | 2004年10月1日 高梁市 |
| 上房町 松山村   | 上房町 松山村             | 上房町 松山村             | 1929年5月10日 併入高梁町  | 1954年5月1日 高梁市       | 1954年5月1日 高梁市     | 2004年10月1日 高梁市 | 2004年10月1日 高梁市 |
| 川面村          |                           |                           |                           | 1954年5月1日 高梁市       | 1954年5月1日 高梁市     | 2004年10月1日 高梁市 | 2004年10月1日 高梁市 |
| 津川村          |                           |                           |                           | 1954年5月1日 高梁市       | 1954年5月1日 高梁市     | 2004年10月1日 高梁市 | 2004年10月1日 高梁市 |
| 巨瀨村          |                           |                           |                           | 1954年5月1日 高梁市       | 1954年5月1日 高梁市     | 2004年10月1日 高梁市 | 2004年10月1日 高梁市 |
| 玉川村          |                           |                           |                           | 1954年5月1日 高梁市       | 1954年5月1日 高梁市     | 2004年10月1日 高梁市 | 2004年10月1日 高梁市 |
| 宇治村          |                           |                           |                           | 1954年5月1日 高梁市       | 1954年5月1日 高梁市     | 2004年10月1日 高梁市 | 2004年10月1日 高梁市 |
| 松原村          |                           |                           |                           | 1954年5月1日 高梁市       | 1954年5月1日 高梁市     | 2004年10月1日 高梁市 | 2004年10月1日 高梁市 |
| 高倉村          |                           |                           |                           | 1954年5月1日 高梁市       | 1954年5月1日 高梁市     | 2004年10月1日 高梁市 | 2004年10月1日 高梁市 |
| 落合村          |                           |                           |                           | 1954年5月1日 高梁市       | 1954年5月1日 高梁市     | 2004年10月1日 高梁市 | 2004年10月1日 高梁市 |
| 東成羽村        | 1901年4月1日 成羽町       | 1906年4月1日 成羽町       | 1906年4月1日 成羽町       | 1906年4月1日 成羽町       | 1955年3月1日 成羽町     | 2004年10月1日 高梁市 | 2004年10月1日 高梁市 |
| 成羽村          |                           | 1906年4月1日 成羽町       | 1906年4月1日 成羽町       | 1906年4月1日 成羽町       | 1955年3月1日 成羽町     | 2004年10月1日 高梁市 | 2004年10月1日 高梁市 |
| 中村            |                           |                           |                           |                           | 1955年3月1日 成羽町     | 2004年10月1日 高梁市 | 2004年10月1日 高梁市 |
| 吹屋村          | 1901年2月6日 吹屋町       | 1901年2月6日 吹屋町       | 1901年2月6日 吹屋町       | 1901年2月6日 吹屋町       | 1955年4月1日 併入成羽町 | 2004年10月1日 高梁市 | 2004年10月1日 高梁市 |
| 手莊村          | 手莊村                    | 手莊村                    | 1950年4月1日 手莊町       | 1954年4月1日 川上町       | 1954年4月1日 川上町     | 2004年10月1日 高梁市 | 2004年10月1日 高梁市 |
| 大賀村          |                           |                           |                           | 1954年4月1日 川上町       | 1954年4月1日 川上町     | 2004年10月1日 高梁市 | 2004年10月1日 高梁市 |
| 高山村          |                           |                           |                           | 1954年4月1日 川上町       | 1954年4月1日 川上町     | 2004年10月1日 高梁市 | 2004年10月1日 高梁市 |
| 富家村          | 富家村                    | 富家村                    | 富家村                    | 富家村                    | 1956年9月30日 備中町    | 2004年10月1日 高梁市 | 2004年10月1日 高梁市 |
| 平川村          |                           |                           |                           |                           | 1956年9月30日 備中町    | 2004年10月1日 高梁市 | 2004年10月1日 高梁市 |
| 湯野村          |                           |                           |                           |                           | 1956年9月30日 備中町    | 2004年10月1日 高梁市 | 2004年10月1日 高梁市 |

## 交通

### 鐵路
- 西日本旅客鐵道
  - 伯備線：（←總社市） - 備中廣瀨車站 - 備中高梁車站 - 木野山車站 - 備中川面車站　- 方谷車站 - （新見市→）

|  |  |
|  |  |
|  |  |

### 道路
高速道路
- 岡山自動車道：高梁服務區、有漢交流道

## 觀光資源

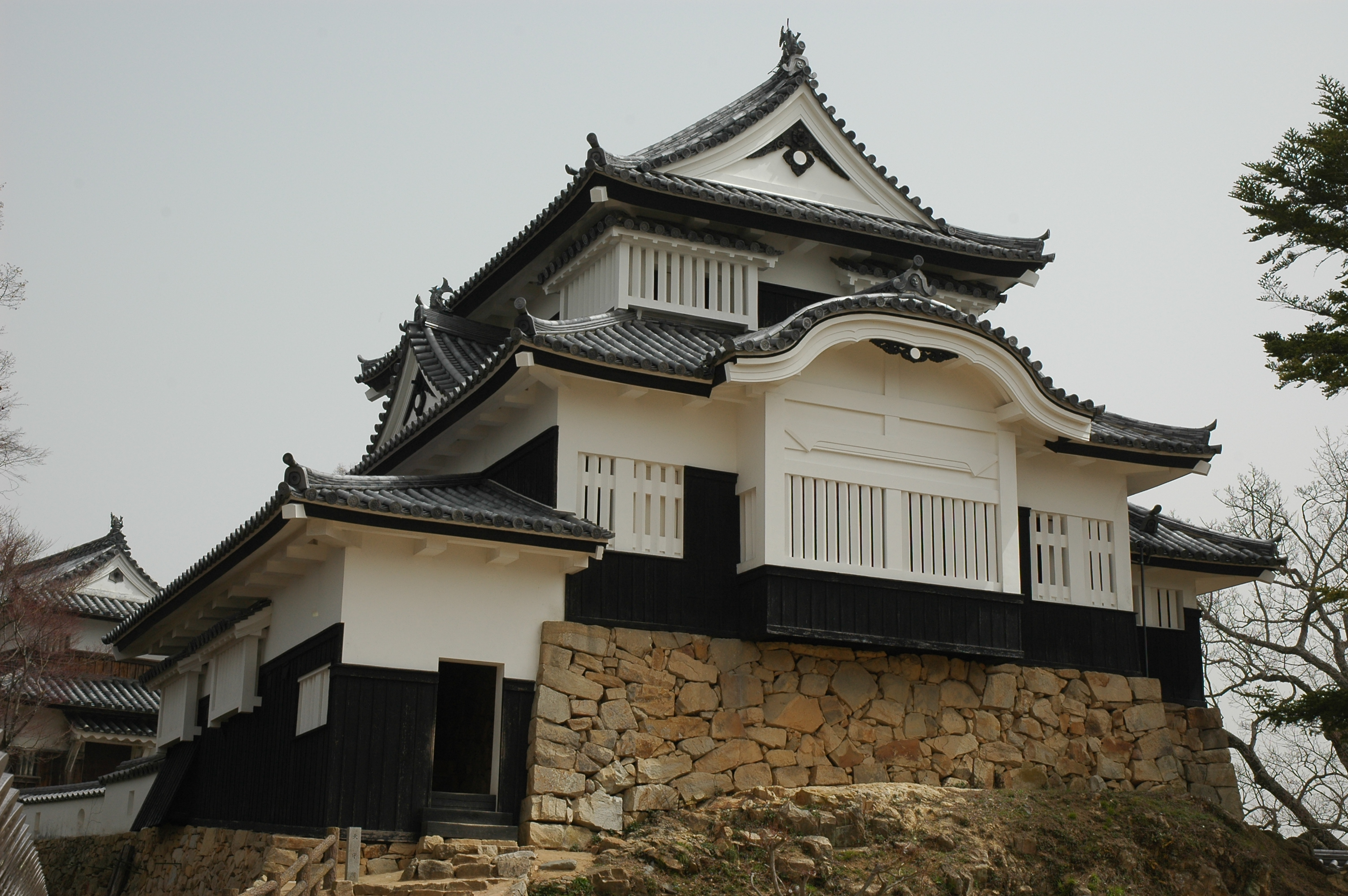
備中松山城

### 景點
- 松山城
- 頼久寺（以愛宕山作為借景的日本庭園）
- 吹屋（重要傳統的建造物群保存地區）
- 磐窟溪、磐窟洞
- 鶴首城

### 祭典、活動
- 備中神樂
- 備中高粱松山踊（毎年8月14日 - 8月16日）

## 教育

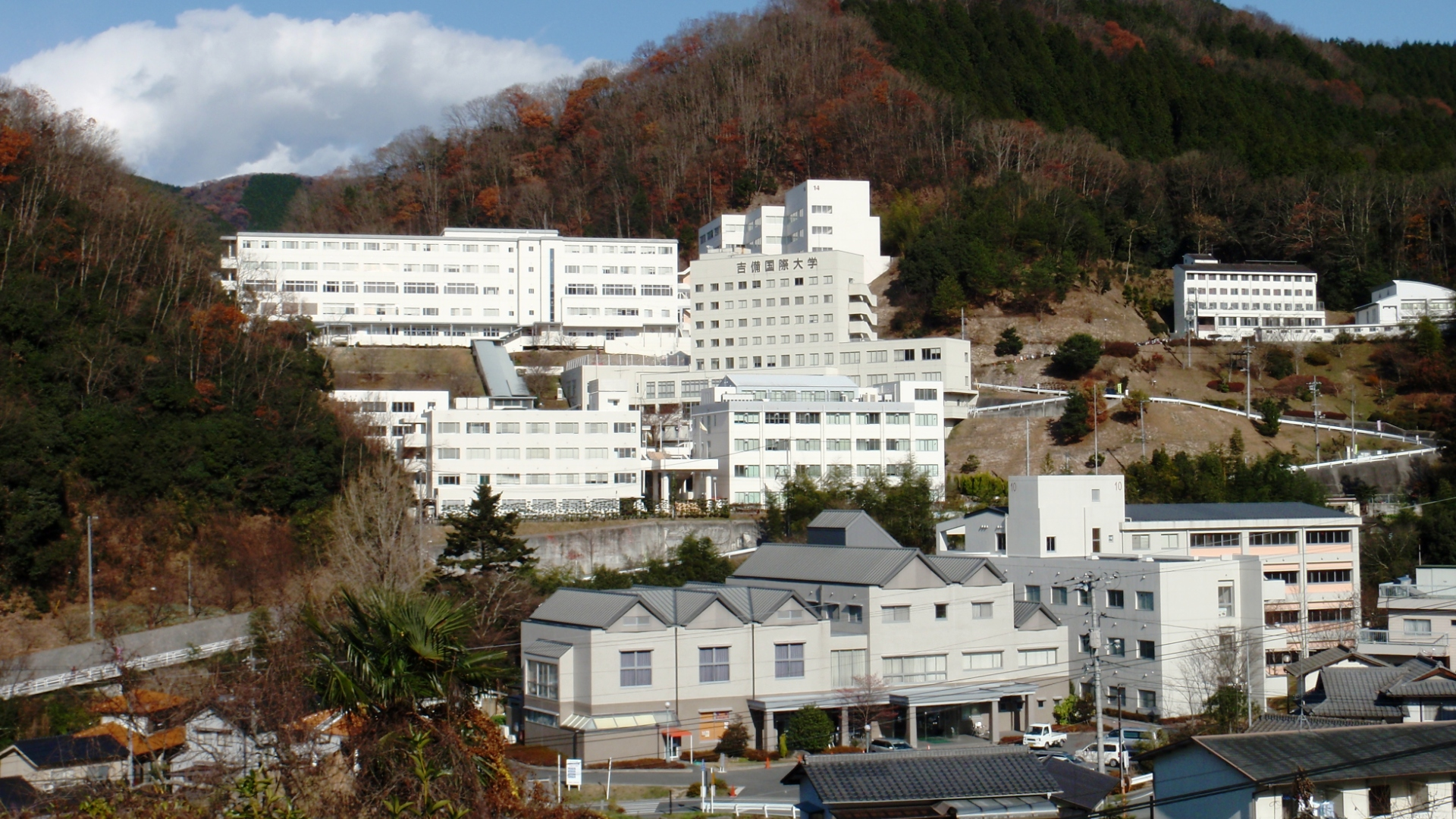
吉備國際大學

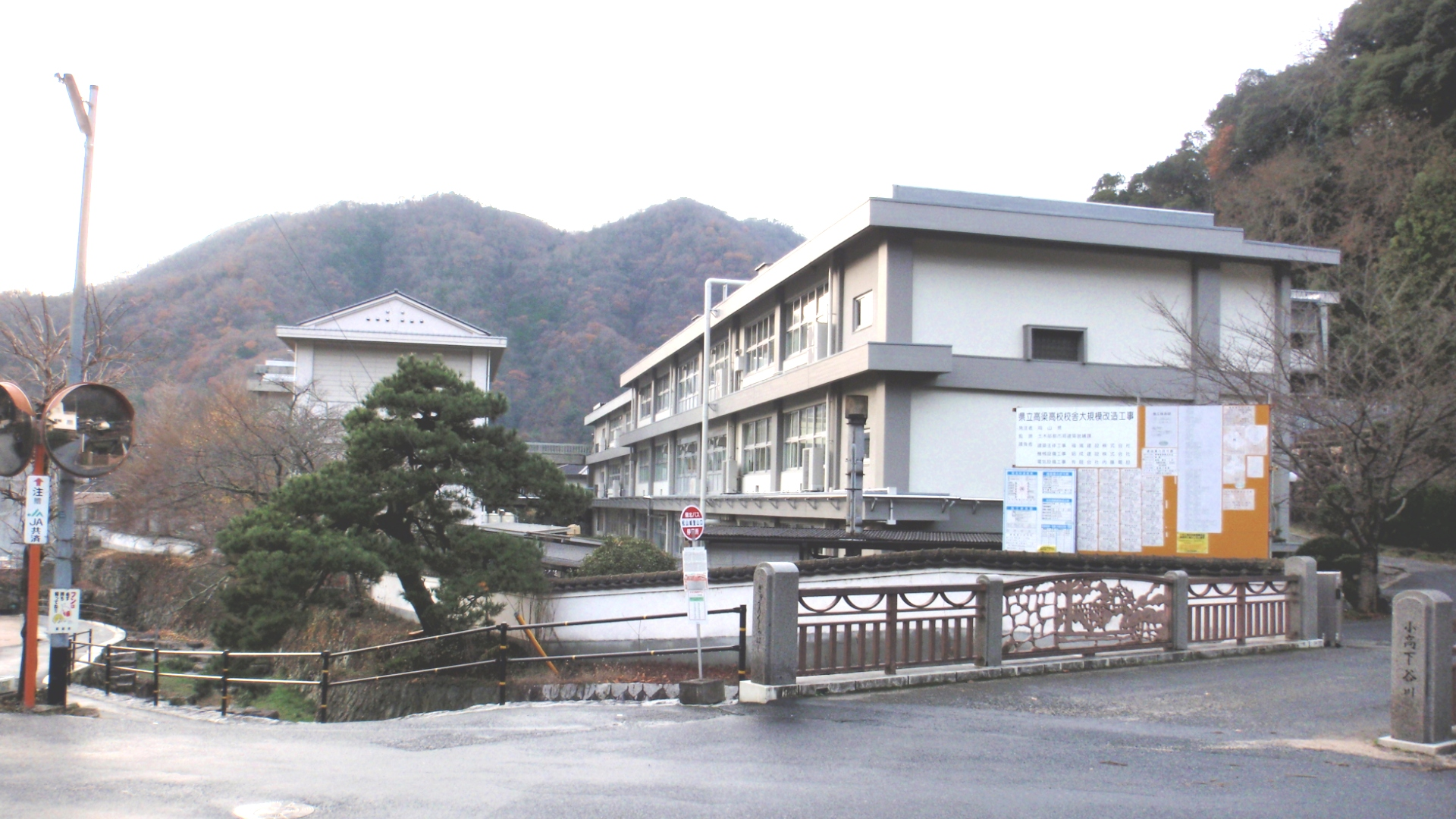
高粱高等學校

大學
- 吉備國際大學

高等學校
- 岡山縣立高梁高等學校
- 岡山縣立高梁城南高等學校
- 高梁市立宇治高等學校
- 高梁市立松山高等學校
- 岡山縣高梁日新高等學校

## 姊妹、友好都市

### 日本
- 筑西市（茨城縣）：1979年與舊下館市締結，下館市2005年合併為筑西市後，兩地於2007年再次締結。
- 日本三大山城高峰會
  - 高取町（奈良縣）
  - 岩村町（岐阜縣）：已於2004年合併為惠那市

### 海外
- 特洛伊 (俄亥俄州)（美國俄亥俄州邁阿密縣）：兩地於1990年締結

## 本地出身之名人
- 三村家親：戰國時代大名，備中松山城主。
- 三村元親：戰國時代大名，備中松山城主。
- 水谷勝宗：江戶時代備中松山藩主。
- 板倉勝静：幕末老中、備中松山藩主
- 兒島虎次郎：畫家
- 平松政次：前職業棒球選手、棒球解說員
- 平松伸二：漫畫家

## 外部連結
- （日語） 高梁觀光情報 （页面存档备份，存于）
- （日語） 高梁商工會議所
- （繁體中文） 歡迎高粱
- （简体中文） 欢迎高粱